# Катастрофа Ил-12 в Магдагачах (1953)
Катастрофа Ил-12 в Магдагачах — авиационная катастрофа самолёта Ил-12 компании Аэрофлот, произошедшая в среду 4 ноября 1953 года близ аэропорта Магдагачи, при этом погибли 5 человек.

## Самолёт
Ил-12 с заводским номером 30090 и серийным 090 был выпущен заводом «Знамя Труда» (Москва) 31 августа 1947 года. Авиалайнер получил регистрационный номер СССР-Л1367 и был передан Главному управлению гражданского воздушного флота, которое в свою очередь направило его во Внуковский авиаотряд Московского территориального управления гражданского воздушного флота. В 1948 году борт Л1367 был переведён в Иркутскую авиагруппу (134 АТО) Восточно-Сибирского территориального управления гражданского воздушного флота. Общая наработка самолёта составляла 4204 лётных часа.

## Экипаж
Экипаж из 134-го (Иркутского) авиаотряда состоял из пяти человек:
- Командир воздушного судна — Макаревич В. П.
- Второй пилот — Аринин А. Н.
- Бортмеханик — Завражнов П. Д.
- Бортрадист — Карпов В. А.
- Стюардесса — Панкратова М. И.

## Катастрофа
Самолёт выполнял почтовый рейс 5 из Иркутска в Хабаровск с промежуточными остановками в Чите и Магдагачах. В 10:03 лайнер вылетел из Иркутска и через 1 час 5 минут благополучно приземлился в Чите. Затем в 12:58 рейс 5 вылетел из Читы в Магдагачи и после набора высоты занял эшелон 3000 метров. В 14:24, следуя на данном эшелоне, самолёт вошёл в зону ответственности диспетчерского центра в Магдагачах, а в 15:41, уже снизившись до эшелона 1200 метров, вошёл и в зону аэропорта Магдагачи. Диспетчер аэропорта разрешил рейсу 5 снижение до высоты большого круга по давлению 728,2 мм рт.ст. Далее экипаж получил разрешение на посадку с курсом 300°, а также условия посадки (северо-западный ветер 4 м/с, ясно, видимость 15 километров), после чего приступил к выполнению захода. В это время стояла ясная безлунная ночь. Руководитель полетов аэропорта наблюдал, как Ил-12 подошел к аэропорту с курсом, обратным посадочному, сделал третий разворот, после чего пропал из виду. Прошло несколько минут, после чего в районе четвёртого разворота вдруг появилось зарево.
Как было установлено, в промежутке между первым и вторым разворотом авиалайнер подошёл к аэродрому на высоте примерно 600 метров. Когда командир получил разрешение на посадку, то он не стал выполнять полный контрольный круг, а сразу начал заход на посадку. Однако, когда Ил-12 завершил четвёртый разворот, то он начал цеплять крылом верхушки деревьев. Пролетев так 160 метров, самолёт затем врезался левой плоскостью в ствол толстого дерева, в результате чего плоскость частично разрушилась. Лайнер резко взмыл вверх, затем, вращаясь влево вокруг своей оси, перевернулся «на спину», после чего в 15:55 (21:55 местного времени) в 358 метрах от точки первого столкновения с деревьями врезался в землю под углом порядка 45°. Самолёт полностью разрушился и сгорел, а все пять человек на его борту погибли.

## Расследование
Как удалось установить, все системы самолёта до столкновения работали исправно. Изучив левый высотомер (со стороны командира), следователи определили, что давление на нём было выставлено как 733,2 мм рт.ст., то есть на 5 мм рт.ст. выше, чем указал диспетчер. Такая разница приводила к завышению показаний высоты на 55 метров. Показания правого высотомера (со стороны второго пилота) определить не удалось. Также в процессе выполнения захода командир затянул с четвёртым разворотом, из-за чего тот выполнялся на 1—1,5 километра дальше обычного, да ещё и над местностью, которая была на 100 метров выше уровня аэродрома, и это ещё без учёта растущих на ней деревьев. Таким образом, когда самолёт выходил из четвёртого разворота, то при показаниях высотомеров 175—180 метров он фактически оказался в 20—25 метрах над землёй, поэтому, находясь в 5620 метрах от аэропорта, стал цеплять крылом деревья. Ошибки были и в действиях руководителя полётов, который не проявлял активности в руководстве полётом, не стал требовать от экипажа полного выполнения контрольного круга, а когда рейс 5 исчез из виду, не стал предпринимать необходимых мер, чтобы обнаружить его.
Основной причиной катастрофы, по мнению комиссии, послужила неправильная установка давления аэродрома на барометрической шкале левого высотомера, а также что пилоты после этого не контролировали показания высоты на радиовысотомере. Способствовали катастрофе такие факторы, как недостаточный практический опыт ночных полётов у командира экипажа, что своевременно в ходе контрольно-проверочных полётов не смог обнаружить заместитель командира Иркутской авиагруппы, а также небезопасная схема выполнения захода с посадочным курсом 300°, так как всего в пяти километрах юго-восточнее аэропорта, то есть у зоны выполнения четвёртого (последнего) разворота, имеется местность, которая на 100 метров выше уровня аэродрома.

## Последствия
После данной катастрофы были внесены изменения в регламент радиопереговоров между экипажем и диспетчером, а также в действия экипажа при выполнении захода. Теперь экипаж после получения от диспетчера условий посадки и давления аэродрома должен был в ответ продублировать их, тем самым подтверждая, что правильно воспринял полученную информацию. Также второй пилот должен был теперь выставлять давление аэродрома и на своём высотомере, после чего сверить показания своего высотомера с высотомером со стороны командира.

### Комментарии
1. ↑  Здесь и далее указано Московское время (UTC+03:00).